# Örebro-Värmlandsgruppen
Örebro-Värmlandsgruppen (ÖVG) är en svensk militärregiongrupp inom Hemvärnet som verkat i olika former sedan 2000. Förbandsledningen är förlagd i Kristinehamns garnison, Kristinehamn.

## Historia
Inför försvarsbeslutet 2000 föreslog regeringen i sin propositionen för riksdagen, att den taktiska nivån bör reduceras genom att fördelnings- och försvarsområdesstaber samt marinkommandon och flygkommandon skulle avvecklas. Detta för att utforma ett armétaktiskt, marintaktiskt respektive flygtaktiskt kommando vilka skulle samlokaliseras med operationsledningen. Förslaget innebar att samtliga försvarsområdesstaber skulle avvecklas. Som ett led i försvarsbeslutet 2000 avvecklades försvars- och militärområdena den 30 juni 2000 och från och med den 1 juli 2000 organiserades i dess ställe militärdistrikt. Därmed avvecklades bland annat Örebro försvarsområde (Fo 51) och Värmlands försvarsområde (Fo 52). De nya militärdistrikten motsvarade geografiskt sett de gamla militärområdena. Den stora skillnaden var att militärdistrikten var den lägsta nivån där chefen var territoriellt ansvarig. Inom militärdistrikten organiserades militärdistriktsgrupper, i regel en för varje län. I Örebro län organiserades Livregementets grenadjärgrupp och i Värmlands län Värmlandsgruppen, vilka underställdes Mellersta militärdistriktet (MD M).
Inför försvarsbeslutet 2004 föreslog regeringen för riksdagen, efter förslag från Försvarsmakten, att reducera antalet militärdistriktsgrupper. Då det enligt Försvarsmakten skulle organiseras färre hemvärnsförband, men bättre utbildade och uppfyllda förband. Försvarsbeslutet innebar bland annat att Värmlandsgruppen skulle upplösas och avvecklas den 31 december 2004. Från och med 1 januari 2005 övergick verksamheten till en avvecklingsorganisation, fram till att avvecklingen skulle vara slutförd senast den 30 juni 2006. Avvecklingsorganisationen upplöstes i sin tur den 30 juni 2005, då avvecklingen av förbandet var slutförd. Gruppens hemvärnsbataljoner, tillsammans med övriga frivilliga försvarsorganisationer inom Värmlands län, överfördes den 1 juli 2005 till Livregementets grenadjärgrupp som antog det nya namnet Örebro-Värmlandsgruppen.
Den 2 juni 2005 presenterade regeringen sin proposition (2004/05:160) gällande en avveckling av militärdistriktsorganisationen. I propositionen hänvisades regeringen till att "I det framtida insatsförsvaret och den beslutade insatsorganisationen finns det inte längre krav på eller behov av regional eller territoriell ledning som motiverar en särskild ledningsorganisation". Därmed ansåg regeringen att militärdistriktsorganisationen kunde avvecklas, något som Försvarsmakten även i en framställan till regeringen den 7 mars 2005 föreslagit. I dess ställe skulle fyra ledningsgrupper för säkerhetstjänst och samverkan inrättas, där ledningsgrupperna lokaliserade till Boden, Stockholm, Göteborg och Malmö. Den 16 november 2005 antog riksdagen regeringens proposition, därmed beslutades att militärdistriktsorganisationen skulle upplösas och avvecklas den 31 december 2005. Vilket innebar att militärdistriktsgrupperna omorganiserades till utbildningsgrupper och underställdes ett utbildningsförband. Detta medförde att Örebro-Värmlandsgruppen (ÖVG) överfördes från Mellersta militärdistriktet (MD M) till att bli en enhet inom Livregementets husarer (K 3) från och med den 1 januari 2006.
Under 2008 genomfördes ett pilotprojekt tillsammans med Västernorrlandsgruppen, där man på prov genomförde en tre månader lång direktutbildning till gruppernas insatsförband. Örebro-Värmlandsgruppens direktutbildning var lokaliserad till Villingsbergs skjutfält. I mars 2009 beslutades att direktutbildningen till Hemvärnets insatsförband skulle bli permanent från och med 2010, och skulle genomföras vid tretton hemvärnsgrupper runtom i landet, där Örebro-Värmlandsgruppen (ÖVG) kommer att vara en av dem.
Den 1 januari 2013 bildades fyra militärregioner, där Västra militärregionen underställdes chefen för Skaraborgs regemente, men löd under chefen insatsledningen i Högkvarteret avseende markterritoriell ledning i fred, kris och krig. Chefen för Örebro-Värmlandsgruppen var dock fortfarande underställd chefen Livregementets husarer gällande produktionsledning av hemvärnsförbanden samt insatsledning inom utbildningsgruppens geografiska område. Den 1 januari 2018 delades dock ledningen av Skaraborgs regemente och Västra militärregionen, det genom att en separat chefsbefattning för Västra militärregionen tillsattes. Vidare underställdes staben Västra militärregionen i ledningsfrågor direkt chefen insatsledningen i Högkvarteret. I Försvarsmaktens budgetunderlag till regeringen för 2020 föreslogs att de fyra militärregionala staberna från 1 januari 2020 skulle inrättas som egna organisationsenheter. Cheferna för militärregionstaberna föreslogs i sin tur underställas rikshemvärnschefen avseende produktion av utbildningsgrupper och hemvärnsförband. Detta medförde att utbildningsgrupperna överfördes organisatoriskt från ett utbildningsförband till de fyra militärregionala staberna. I regeringens proposition framhöll dock regeringen att den militära regionala indelningen kunde komma att justeras, det beroende på utfallet av utredningen "Ansvar, ledning och samordning inom civilt försvar" (dir. 2018:79). För Örebro-Värmlandsgruppen innebar denna förändring att utbildningsgruppen överfördes från Livregementets husarer till att bli en enhet inom Västra militärregionen från och med den 1 januari 2020.
I försvarsbeslutet 2020 fastställdes det av riksdagen att bland annat Bergslagens artilleriregemente skulle återetableras i Kristinehamn. Den 26 februari 2021 presenterade Försvarsmakten sitt budgetunderlag för 2022, där Försvarsmakten redovisade sin planering, förberedelser och verksamhet i syfte att kunna återinrätta de av försvarsbeslut utpekade regementena. Gällande återetableringen av Bergslagens artilleriregemente avsågs den genomföras den 1 januari 2025, samtidigt avsåg Försvarsmakten att överse möjligheten att omlokalisera Örebro-Värmlandsgruppen till Kristinehamn.
Den 1 oktober 2022 inrättades sex civilområden där sex länsstyrelser blev civilområdesansvariga länsstyrelser. Den 1 november 2022 skulle lämna en redovisning till regeringen avseende anpassning av den militära regionala ledningen till den civila. Under perioden valde Försvarsmakten en interimslösning, där Försvarsmakten bibehöll sin indelning med fyra militärregioner och Gotlands regemente. Dock så innebar interimslösningen en viss geografisk anpassning till civilområdena, det genom att ansvaret för samverkan med länsstyrelsen i Örebro län och Värmlands län överlämnades från Västra militärregionen till Mellersta militärregionen. Västra militärregionen kom därmed att samverka Västra civilområdet och Mellersta militärregionen samverkar med Mellersta civilområdet och Östra civilområdet. Övriga militära uppgifter avseende det geografiska området Örebro län och Värmlands län kvarstod dock hos Västra militärregionen. I Försvarsmaktens perspektivstudie 2022, så föreslogs att interimsbeslutet skulle kvarstå permanent och övriga uppgifter överlämnas från Västra militärregionen till Mellersta militärregionen, så snart som förutsättningarna förelåg.
I Försvarsmaktens budgetunderlag för 2024 föreslog Försvarsmakten att regeringen beslutar om att Örebro-Värmlandsgruppen organisatoriskt ska tillhöra Mellersta militärregionstaben. Detta med utgångspunkt i justerade gränser för Mellersta militärregionen och Västra militärregionen. Vidare föreslogs att gruppen grupperas helt till Villingsberg.
För att påvisa anknytningen till militärregionen, lämnades den 1 januari 2023 begreppet utbildningsgrupp till förmån för det nya begreppet militärregionsgrupp. Det för att på ett tydligare sätt anknyta mot enhetens bidrag som ett av militärregionens krigsförband, med uppgifter såväl i fred som i krig.
Den grundutbildning som Örebro-Värmlandsgruppen haft av ett lätt infanterikompani sedan 2010, kom att upphöra den 5 juli 2024 i samband med muck-ceremonin av kompaniets soldater. Att utbildningen upphörde berodde med anledning av att Bergslagens artilleriregemente tar över förläggningen på Villingsbergs skjutfält, men även på grund av att utbildningen lätt infanteri övertas helt av Dalregementet samt Västernorrlands regemente. Den 25 april 2024 flyttade Örebro-Värmlandsgruppen till Kristinehamn och Harberget, vilket uppmärksammades med en gemensam ceremoni med Bergslagens artilleriregemente, då de båda enheterna flyttade in i de temporära lokalerna i Harberget. Sedan den 1 januari 2025 är Örebro-Värmlandsgruppen en del av Kristinehamns garnison.

## Verksamhet

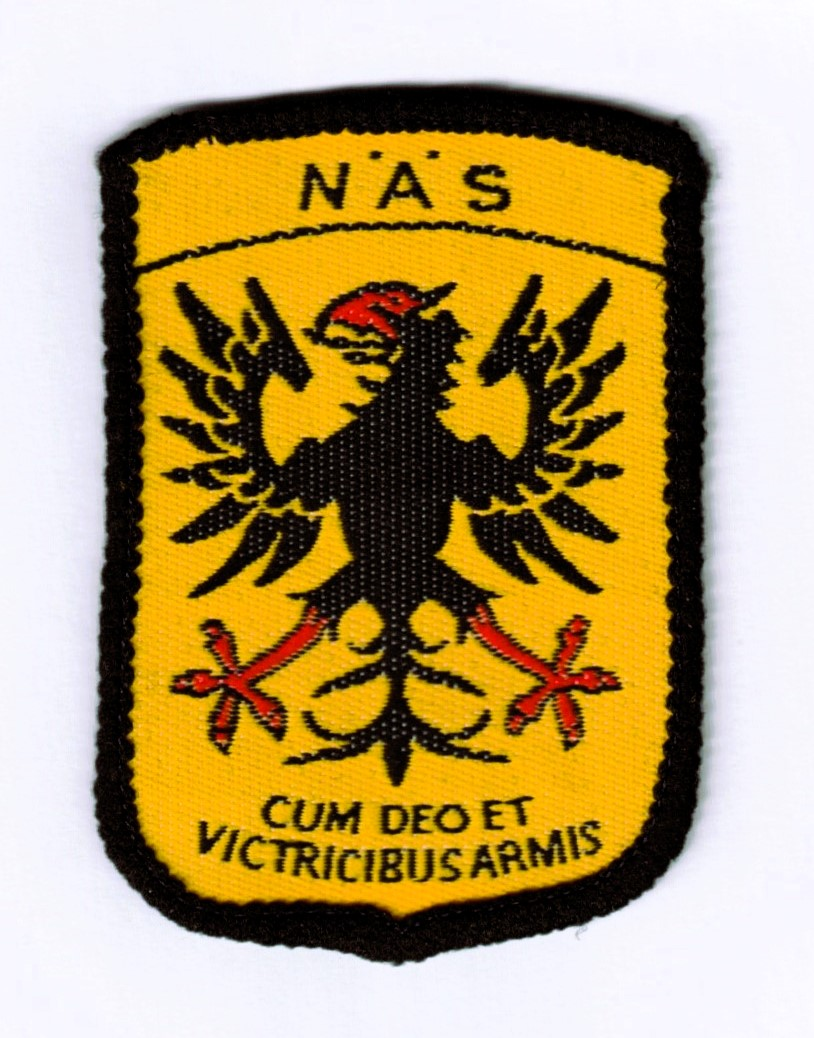
Tilläggstecken, ursprungligen för Värmlands regemente, Näs kompani

Chefen Örebro-Värmlandsgruppen är från den 1 januari 2020 direkt underställd chefen för Västra militärregionen. Örebro-Värmlandsgruppens uppgifter är att utbilda, organisera och administrera hemvärnsförbanden i Örebro- och Värmlands län. Gruppen skall vidare stödja frivilliga försvarsorganisationer. Insatser i såväl fred som under kris och krig leds i allmänhet direkt av Västra militärregionen, men Örebro-Värmlandsgruppen kan ges ledningsuppgifter som till exempel att avdela en militär insatschef (MIC). Från och med 2010 ansvarade Örebro-Värmlandsgruppen, tillsammans med 13 övriga hemvärnsgrupper runt om i landet, för så kallad direktutbildning (GMU) till sina insatsförband. Åren 2016–2019 utbildades soldater vid Arboga skvadron, en skvadron som tillhör Livregementets husarer. Åren 2020–2024 utbildades de värnpliktiga vid Näs kompani, ett kompani som är ett arv från Värmlands regemente/Värmlandsbrigaden. Från utbildningsåret 2024/2025 kommer värnpliktsutbildningen vid Örebro-Värmlandsgruppen att upphöra. Istället kommer verksamheten att inrikta sig helt på vidmakthållande och vidareutbildning av Värmlandsbataljonen och Sannahedsbataljonen.

## Ingående enheter
Örebro-Värmlandsgruppen administrerar och utbildar sedan 1 januari 2012 två hemvärnsbataljoner, Värmlandsbataljonen (19. hvbataljonen) och Sannahedsbataljonen (20. hvbataljonen). 

### Värmlandsbataljonen

Värmlandsbataljonen eller 19. hemvärnsbataljon bildades den 1 januari 2011 under namnet Värmlands hemvärnsbataljon, då Värmlands västra hemvärnsbataljon och Värmlands östra hemvärnsbataljon slogs samman, vilken fick det nya namnet Värmlands hemvärnsbataljon. Den 1 januari 2015 namnändrades bataljonen  till namnet Värmlandsbataljonen. Bataljonen ansvarar för och utbildar förbanden inom Värmlands län. Bataljonen är traditionsbärare för Värmlands regemente (I 2) samt Värmlandsbrigaden (IB 2).
- 19. hemvärnsbataljonsstaben (Fryksdals kompani)
  - 19. hemvärnsledningsplutonen
- 191. hemvärnsinsatskompaniet (Älvdals kompani)
- 192. hemvärnsinsatskompaniet (Grums kompani)
- 193. hemvärnsbevakningskompaniet (Alster kompani)
- 194. hemvärnsbevakningskompaniet (Jösse kompani)
- 195. hemvärnsflyggruppen

### Sannahedsbataljonen

Sannahedsbataljonen eller 20. hemvärnsbataljon bildades den 1 januari 2003 genom sammanslagning av Tiveds och Kvismare hemvärnsbataljoner. År 2006 uppgick Örebro hemvärnsbataljon i Sannahedsbataljonen. Bataljonen har sin stabsplats i Örebro, samt har Örebro län som primärt upptagningsområde och är traditionsbärare för Livregementets grenadjärer.
- 20. hemvärnsbataljonsstaben
  - 20. hemvärnsledningsplutonen
- 201. hemvärnsinsatskompaniet
- 202. hemvärnsinsatskompaniet
- 203. hemvärnsbevakningskompaniet
- 205. hemvärnsflyggruppen
- 206. hemvärnsmusikkåren, Hemvärnets Musikkår Guldsmedshyttan
- 207. hemvärnspionjärplutonen

## Förläggningar och övningsplatser
När Livregementets grenadjärgrupp bildades övertog gruppen det förläggningsområde i Örebro som Livregementets grenadjärer hade fram till att det upplöstes. Området bestod av motor- och förrådsområdet från det ursprungliga kasernområdet. Förbandsledningen var inhyst i den byggnad som fram till 2000 utgjorde kanslihuset för Livregementets grenadjärer. Under 2000 gjordes en utredning som hade som uppgift att se över den geografiska lokaliseringen av Livregementets grenadjärgrupps verksamhet samt den förrådsavdelning som fanns inom kasernetablissement. Högkvarteret inom Försvarsmakten beslutade att Livregementets grenadjärgrupp skulle samlokaliseras med Redovisningsavdelning Bergslagen i Boglundsängen och Vivalla företagsby i norra delen av Örebro. Den del av det ursprungliga kasernetablissement som försvaret disponerade och där Livregementets grenadjärgrupp var förlagda skulle vara tömt på militär verksamhet fram till den 31 december 2002. Livregementets grenadjärgrupp började sin omlokalisering i november 2001 till Vivalla företagsby och den 31 maj 2002 invigdes dess nya lokaler officiellt av generalmajor Curt Westberg. I slutet av 2014 föreslog Försvarsmakten att omlokalisera förbandsledningen under 2016 till Villingsbergs skjutfält. Flytten har dock blivit skjuten på framtiden ett antal gånger. Inom Örebro garnison är förbandsledningen för Örebro-Värmlandsgruppen samlokaliserad med Försvarsmaktens telekommunikations- och informationssystemförband. Från sommaren 2024 flyttade Örebro-Värmlandsgruppen istället merparten av sin Örebrobaserade verksamhet till Kristinehamns garnison. Där de kommer samgrupperas med Bergslagens artilleriregemente, i det temporära garnisonsområde som byggs upp på den tidigare husvagnsparkeringen strax öster om gamla Cabbyfabriken i Övre Kvarn.

## Heraldik och traditioner
När Livregementets grenadjärgrupp bildades den 1 juli 2000 blev gruppen arvtagare och traditionsbärare till Livregementets grenadjärer (I 3/Fo 51), Livbrigaden (IB 3) och Närkebrigaden (IB 33). Sedan den 1 juli 2012 förvaltas och förs regementets traditioner vidare av Sannaheds hemvärnsbataljon (20. Hvbat). I samband med att gruppen kom att omfatta Värmlands län överfördes traditionsarvet från Värmlands regemente (I 2) samt Värmlandsbrigaden (IB 2) till Värmlands hemvärnsbataljon. Bataljonens färger är gult och svart och dess marsch är "Pepitamarsch".
I samband med ett chefsbyte den 19 juni 2025, presenterade avgående chefen Nils Carlsson under ceremonin att MR-gruppen blivit tilldelad ett nytt heraldiskt vapen. Gruppens nya heraldiska vapen är baserat på landskapstecknen från Värmland och Närke. Med blasoneringen - Kvadrerad sköld: i fält I och IV Värmlands vapen, i fält II och III Närkes vapen.

## Förbandschefer
- 2000–2004: Överstelöjtnant Ulf Södersten
- 2004–2011: Överstelöjtnant Anders Domhagen
- 2011–2012: Major Mats Schiller (Tf.)
- 2012–2017: Överstelöjtnant Bengt Fransson [26]
- 2017–2017: Major Mats Schiller (Tf.)[e]
- 2017–2022: Överstelöjtnant Johan Bissman
- 2022–2025: Överstelöjtnant Nils Carlsson [f]
- 2025–20xx: Överstelöjtnant Johan Zackrisson [g]

## Namn, beteckning och förläggningsort
| Livregementets grenadjärgrupp | 2000-07-01 | – | 2005-06-30 |
| Örebro-Värmlandsgruppen       | 2005-07-01 | – |            |

| okänt | 2000-07-01 | – | 2005-06-30 |
| ÖVG   | 2005-07-01 | – |            |

| Örebro garnison (F)        | 2000-07-01 | – | 2024-04-24 |
| Kristinehamns garnison (F) | 2024-04-25 | – |            |